# Loddevand
Loddevand er en opløsning af zinkklorid, der anvendes ved blødlodning til at fjerne oxider fra de metalflader, der skal loddes. 